# Belize na Letnich Igrzyskach Olimpijskich Młodzieży 2010
Belize na Letnich Igrzyskach Olimpijskich Młodzieży w Singapurze w 2010 reprezentowało 3 sportowców w 1 dyscyplinie.

## Skład kadry

### Lekkoatletyka
- Leanne Murray
- Jaleel Lino
- Leanne Murray